# Yevgeniy Tarasov
Yevgeniy Aleksandrovich Tarasov (em cazaque: Евгений Александрович Тарасов; Qarağandı, 25 de março de 1979) é um ex-futebolista cazaque que atuou no Zenit St. Petersburg.